# 约巴乡
约巴乡（藏語：ཡོར་པ་，威利转写：yor pa）是中国西藏自治区昌都市卡若区下辖的一个乡，位于区境北部，海拔3500米左右，总面积486.81平方千米，2000年人口3155人。传说创建强巴林寺的宗喀巴弟子向生·西绕绒布是约巴人。约巴乡是一个以牧为主的半农半牧乡，主要农牧产品有青稞、小麦、油菜、牦牛、黄羊、山羊、绵羊等。
2008年，约巴乡下辖10个村委会：玉来村、玛日村、嘎然村、乃通村、唐卡村、拉美村、达村、巴洛村、拉日村、约俄村。